# ATEM-25 De noviembre
ATEM-25 De noviembre, o Asociación de Trabajo y Estudio sobre la Mujer (ATEM),o ATEM (Asociación de Trabajo y Estudio de la Mujer), es una influyente agrupación feminista argentina, la primera, fundada en los años '80.

## Historia
Durante los años de la dictadura militar  un grupo de mujeres de distintos partidos de izquierda comenzaron a reunirse en la ciudad de Buenos Aires, Argentina, para estudiar feminismo  y a fines de 1981 decidieron fundar una agrupación. En 1982 fundaron ATEM-25 De noviembre. Esta agrupación formaba parte de la Multisectorial de la Mujer y destacaba por su compromiso político por los derechos humanos y por su proyección nacional en los años '80. El 27 de abril de 1982 fue su primera reunión pública. Su nombre rendía homenaje al 25 de noviembre, que fue elegido el Día Internacional contra la Violencia Social, Sexual y Política establecido por el primer Encuentro Feminista Latinoamericano y del Caribe. En su primer boletín, publicaron que eran  «mujeres de diferentes edades, estudios y posibilidades, unidas en una misma tarea: luchar contra la opresión y discriminación que configura nuestro mundo e impide nuestro desarrollo».
ATEM fue pionera en Argentina al establecer una conexión entre la violencia política y la violencia sexual, investigando y denunciando la situación de las mujeres que sufrieron cautiverio durante la dictadura militar, y visibilizando la desaparición de mujeres como una forma de violencia de género. En 1983, ATEM fundó, junto a la Organización Feminista Argentina (OFA), el Tribunal de Violencia Contra la Mujer Mabel Adriana Montoya, para denunciar la situación legal de las mujeres en relación con la violencia física y sexual. También fue la primera agrupación argentina en apoyar e interesarse por las organizaciones de Madres de Plaza de Mayo, Abuelas de Plaza de Mayo y Familiares de detenidos-desaparecidos durante la dictadura.
Muchas de sus integrantes habían militado en la izquierda. Algunas figuras destacadas fueron Magui Bellotti, Nélida Koifman, Marta Fontenla, Alicia Lombardi, Hesperia Berenguer, Adriana Rofman, Nélida Luna y Sara Torres. En los '80, ATEM apoyaba al movimiento de derechos humanos y sus integrantes participaban de las marchas de derechos humanos, debatían sobre la represión y  la lucha contra la dictadura y denunciaban la existencia de prostíbulos ilegales en Buenos Aires, la explotación sexual de adolescentes y la violencia de los "clientes prostituyentes".
Uno de los ejes en torno al cual organizaron sus acciones  fue el de la violencia a través de la denuncia de casos, al sistema social y al silenciamiento.
Durante décadas, ATEM fue una agrupación representativa de las pioneras feministas argentinas. A partir de 1982, ATEM comenzó a organizar las Jornadas anuales donde las feministas se reunían en noviembre para debatir temas de mujeres y de derechos humanos. Entre los temas que se debatían había talleres por la abolición del servicio militar obligatorio, la libre elección de la maternidad y la despenalización del aborto. En total se realizaron treinta Jornadas.
En las Jornadas feministas de 1983 se resolvió la adhesión a las Madres de Plaza de Mayo y a las Madres de Plaza de Mayo Línea Fundadora en sus reclamos de “aparición con vida”. Las Jornadas de ATEM, que se mantuvieron durante décadas, representaron un espacio feminista en la posdictadura y fueron la semilla de muchos eventos importantes en Argentina, entre ellos los Encuentros Nacionales de Mujeres.
El 9 de abril de 1984, durante las primeras Jornadas feministas en democracia,  ATEM organizó un homenaje a las Abuelas de Plaza de Mayo y a Familiares de Desaparecidos y Detenidos por Razones Políticas. ATEM también participaba de las solicitudes al gobierno democrático por la liberación de Hilda Nava de Cuesta, presa desde la dictadura. Uno de los ejes en torno al cual organizaron sus acciones fue el de la violencia a través de la denuncia de casos, la violencia  del sistema social contra las mujeres y su silenciamiento, incluyendo el terrorismo de Estado.Participaron en la campaña por la patria potestad indistinta. Su propuesta organizativa era «la creación de estructuras no jerárquicas, democráticas e igualitarias. Pretendían contribuir a la creación de una sociedad democrática, de un mundo de iguales  donde las diferencias entre los seres humanos no constituyan una excusa para la opresión sino la base del respeto a la pluralidad de la vida».
En 1990, un poco antes del V Encuentro Feminista Latinoamericano y del Caribe, ATEM formó parte de la comisión organizadora que, junto con otras agrupaciones feministas, convocó a la primera Asamblea Nacional de Mujeres Feministas para conmemorar los 20 años del feminismo en la Argentina.
Las feministas de ATEM (llamadas “atemas”) tienen una posición abolicionista de la prostitución porque consideran que «la mercantilización y cosificación de las personas prostituida es una cuestión política, que interesa a toda la sociedad y a las mujeres en particular, por la violencia simbólica y la amenaza de violencia real que significa que todas somos pasibles de ser prostituidas». Según Juan Besse, «Las atemas consiguieron emplazar algunas bases para el establecimiento de un cierto sentido común feminista en la Argentina».

## Revista Brujas
En 1984, el grupo comenzó a publicar una revista feminista anual llamada Brujas. Comenzaron a publicarla bajo el eslogan la violencia contra las mujeres es una cuestión de derechos humanos. Los temas de la revista eran la opresión, clase social de sexo, trabajo doméstico, maternidad social, la opresión de género, la reforma de la patria potestad, la organización horizontal y la autonomía del movimiento de mujeres. En total se editaron 38 números de la revista hasta 2012. Brujas tenía artículos de opinión,  artículos de teoría, comenatarios sobre eventos nacionales e internacionales, memorias, traducciones, poesía, volantes y documentos ligados a todo tipo de acciones feministas.
La revista  «recuperaba categorías centrales como opresión, clase social de sexo, trabajo doméstico, maternidad social y dio pie a una reformulación que enfatizaba los aspectos psico-sociales de la opresión sexista».